# 山川千秋
山川 千秋（やまかわ ちあき、1933年（昭和8年）9月16日 - 1988年（昭和63年）10月9日）は、日本のジャーナリスト。フジテレビ解説委員・ニュースキャスター。

## 来歴・人物
東京都立小山台高等学校、東京大学法学部を卒業後、1959年フジテレビに入社。
1960年フルブライト留学生として渡米、イリノイ州のノースウェスタン大学院ジャーナリズム科で学んだ。1968年ニューヨーク特派員、その後ロンドン特派員。この間、欧州・中東諸国を歴訪、取材。ドバイでの日航機ハイジャック事件では、ロンドンから駆けつけるなどした。キャスターを務めた後ワシントン支局長を経て、1986年2月に帰国。帰国後は解説委員及びニュースキャスターに就いた。
1970年代から80年代にかけてのフジテレビの報道部門を代表する存在となり、温厚なマスク、ソフトな語り口で人気を博し、国際派キャスターとして知られた。しかし、次第に声がかすれるようになり、食道癌を患っていることが判明、1988年3月限りで担当番組を降板。治療に専念するため聖マリアンナ医科大学病院に入院し、6月に手術を受けた。だが合併症を発症、9月30日付でフジテレビは定年退職になったが、それから間もない、10月9日午前11時28分に同病院で息を引き取った（55歳没）。
壮絶な闘病生活やキリスト教への入信などの様子は、死後に妻との共著として出版された『死は「終り」ではない 山川千秋・ガンとの闘い一八〇日』に詳しい。40代からかつらを着用するようになり、自宅の寝室で寝るときを除いては、たとえ息子の目の前であっても外さなかったという。

## 親族
ロンドン特派員時代に日本航空スチュワーデスだった穆子と再婚。二男を授かっている。長男・山川冬樹は、現代美術家、サウンド・アーティスト（パフォーマンスアーティスト）であり、父が遺した音源を用いた作品も発表している。

## 現役時代の担当番組
| 期間          | 期間          | 番組名                   | 役職       | 備考                   |
| ------------- | ------------- | ------------------------ | ---------- | ---------------------- |
| 1977年4月4日  | 1979年9月28日 | FNNニュースレポート23:00 | キャスター |                        |
| 1979年10月1日 | 1984年3月16日 | FNNニュースレポート6:00  | キャスター | 俵孝太郎と入れ替わり   |
| 1986年10月1日 | 1987年3月31日 | ニュース工場一本勝負     | キャスター |                        |
| 1987年4月1日  | 1988年3月23日 | FNNモーニングコール      | キャスター | 病気療養のため途中降板 |

## 著書
- 『日本人が見えてくる本 ― テレビでは話せない、もう一つの日本人論』主婦と生活社〈21世紀ブックス〉、1981年9月。
- 『山川千秋の「キャスター自画像」』講談社、1981年12月。ISBN 978-4061459090。
- 『あなたは国際派それとも 国境と海からの証言』集英社、1982年9月。NDLJP:11926674。

### 共著
- 山川千秋、山川穆子『死は「終り」ではない 山川千秋・ガンとの闘い一八〇日』文藝春秋、1989年3月。ISBN 978-4163430201。
  - 山川千秋、山川穆子『死は「終り」ではない 山川千秋・ガンとの闘い一八〇日』文藝春秋〈文春文庫〉、1991年10月。ISBN 978-4167283056。